# 黄泥河林业局
黄泥河林业局是一个位于中华人民共和国吉林省延边朝鲜族自治州敦化市的类似乡级单位，亦是长白山森工集团所属的一个林业局。
黄泥河林业局始建于1953年。距敦化市30公里，总经营面积19.6万公顷。生态旅游胜地老白山地处吉林黄泥河国家级自然保护区内。

## 行政区划
黄泥河林业局下辖以下单位：
团北林场、小白林场、桦皮林场、西北岔林场、塔拉站林场、北大秧林场、秃顶子林场、大川林场、意气松林场、金沟林场、都陵林场、上马厂林场、北大秧苗圃、青沟子林场、威虎岭林场、马鹿沟林场、威虎河林场、团山子林场和额穆林场。